# Cavaleriemuseum
Het Cavaleriemuseum is een museum gevestigd op de Bernhardkazerne in de Nederlandse stad Amersfoort. Het museum vertelt de geschiedenis van de Nederlandse cavalerie vanaf de 17e eeuw, en belicht de tradities, evolutie en rol van de cavalerie binnen de Nederlandse Koninklijke Landmacht. De collectie omvat uniformen, wapens, onderscheidingen, schaalmodellen en voertuigen, waaronder historische tanks en pantserwagens. 

## Geschiedenis van het museum
Sinds 1881 spelen cavaleristen (huzaren) een belangrijke rol in Amersfoort. 
In 1998 opende de toenmalige kroonprins het volledig vernieuwde Cavaleriemuseum in gebouw P op de Bernhardkazerne. Dit gebouw, daterend uit 1952, diende oorspronkelijk als lesgebouw voor het Depot Cavalerie en later het Opleidingscentrum Cavalerie (OCC). De heropening volgde op een intensief museumvernieuwingsproject, voortgekomen uit de Historische Collectie Cavalerie.

## Collectie
De cavalerist, of huzaar, had traditioneel een hechte band met zijn paard. De zorg voor het dier, het materieel en de unieke kenmerken van de Cavalerie – de ruiterij – staan centraal in deze expositie. Na 1945 schakelde de Cavalerie volledig over op tanks en pantserwagens. Het paard bleef slechts behouden binnen het Cavalerie Ere-Escorte en de militaire ruitersport. 
Naast waardevolle historische objecten wordt de Cavalerie ook in beeld gebracht met miniaturen en schaalmodellen. Sinds de 18e eeuw vormt de Cavalerie, dankzij haar bereden karakter, het meest dynamische onderdeel van de landmacht. Snelheid en slagkracht gaan hierbij hand in hand met traditie en stijl. Deze elementen staan dan ook centraal in het Cavaleriemuseum.
De expositie omvat deelcollecties van vier regimenten huzaren: Van Sytzama, Prins van Oranje, Prins Alexander en Boreel. Daarnaast is een deel van de collectie van de voormalige Rijschool en de latere Rij- en Tractieschool opgenomen.
Een selectie van tanks en pantserwagens die sinds 1936 door cavalerie-eenheden (eskadrons en bataljons) zijn gebruikt, wordt tentoongesteld in het Landsverkgebouw en op het kazerneterrein bij de museumgebouwen.

## Galerij

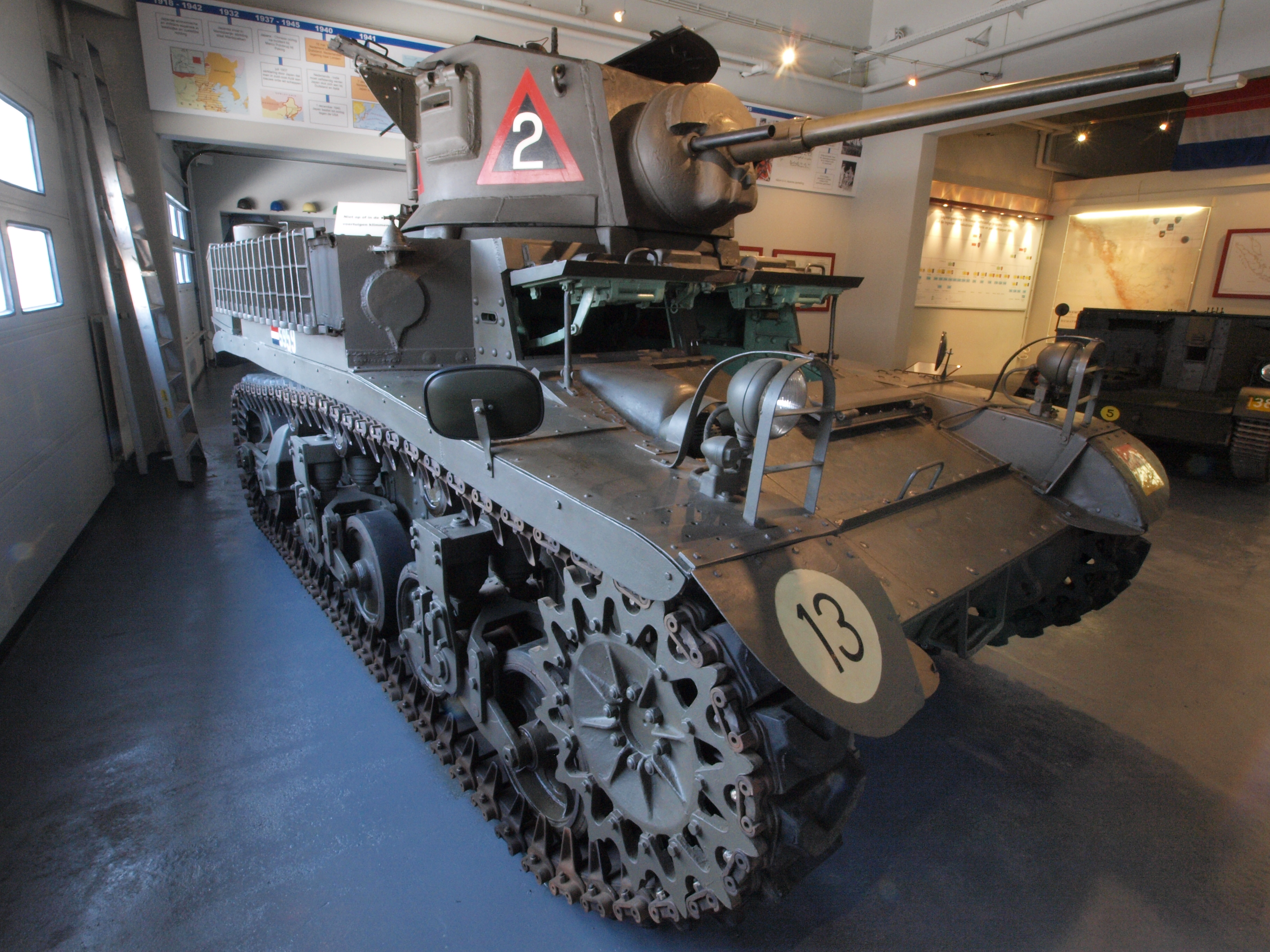
M3A1 Stuart
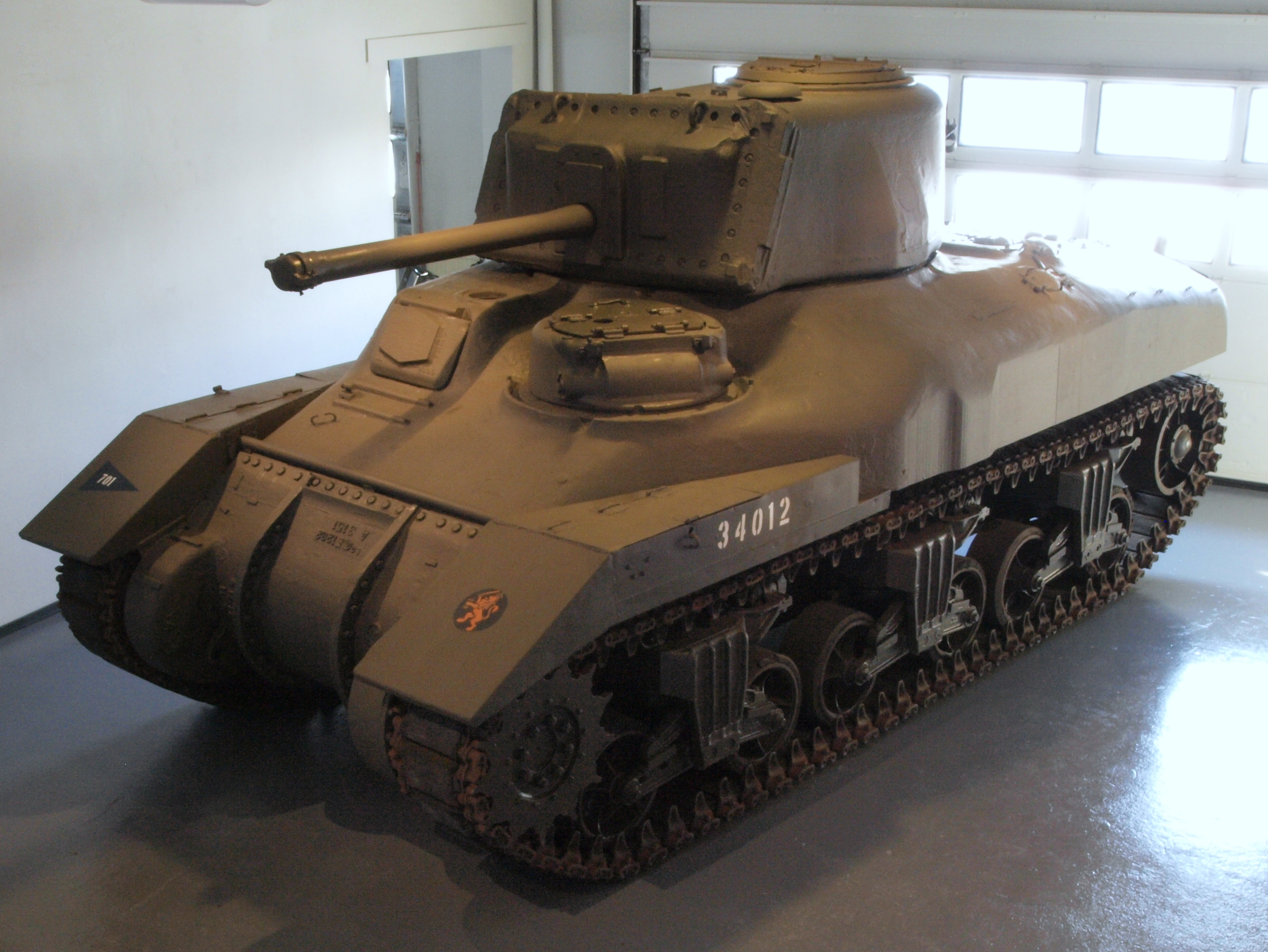
Canadese Ram tank
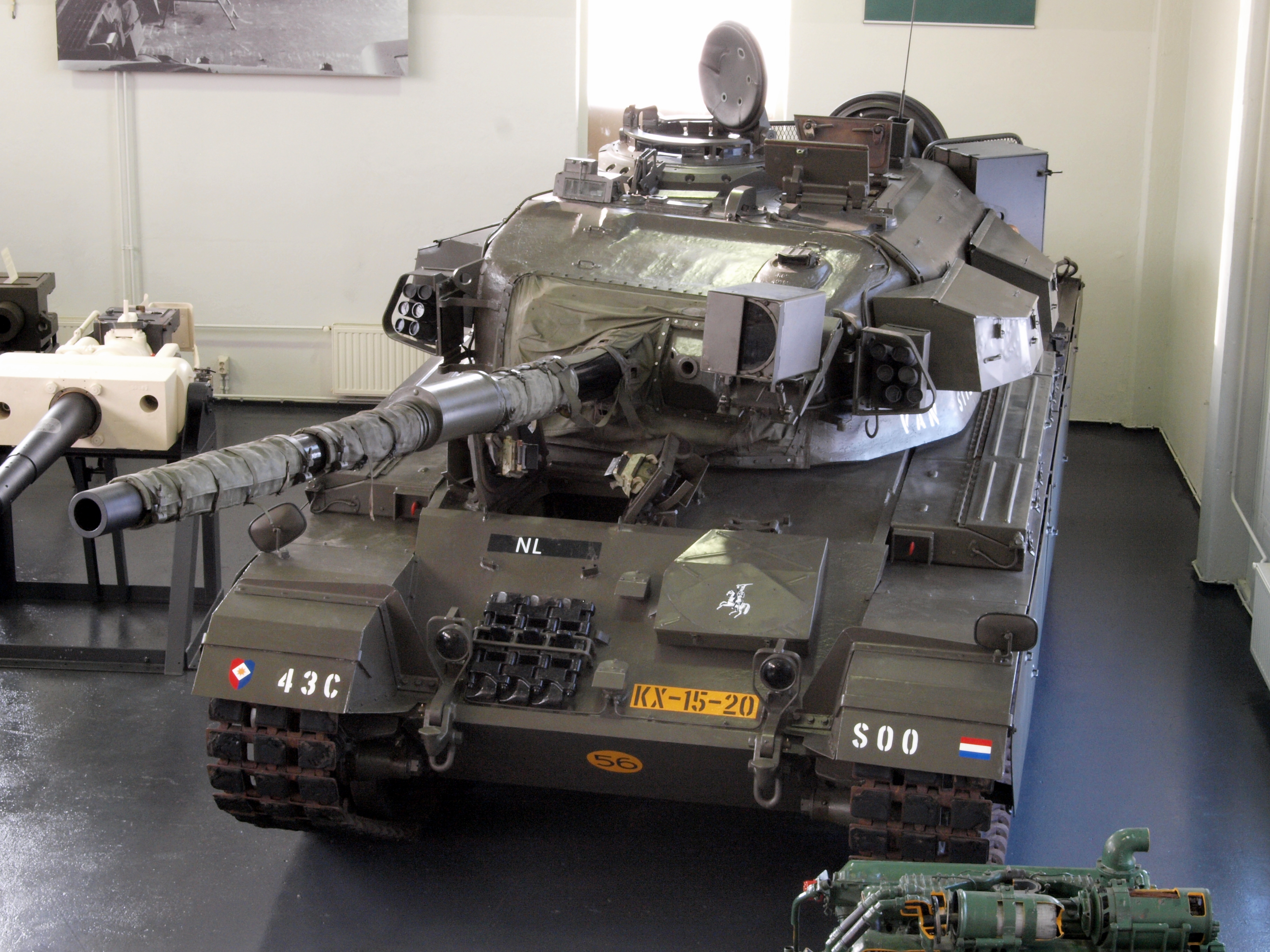
Centurion Mk 5
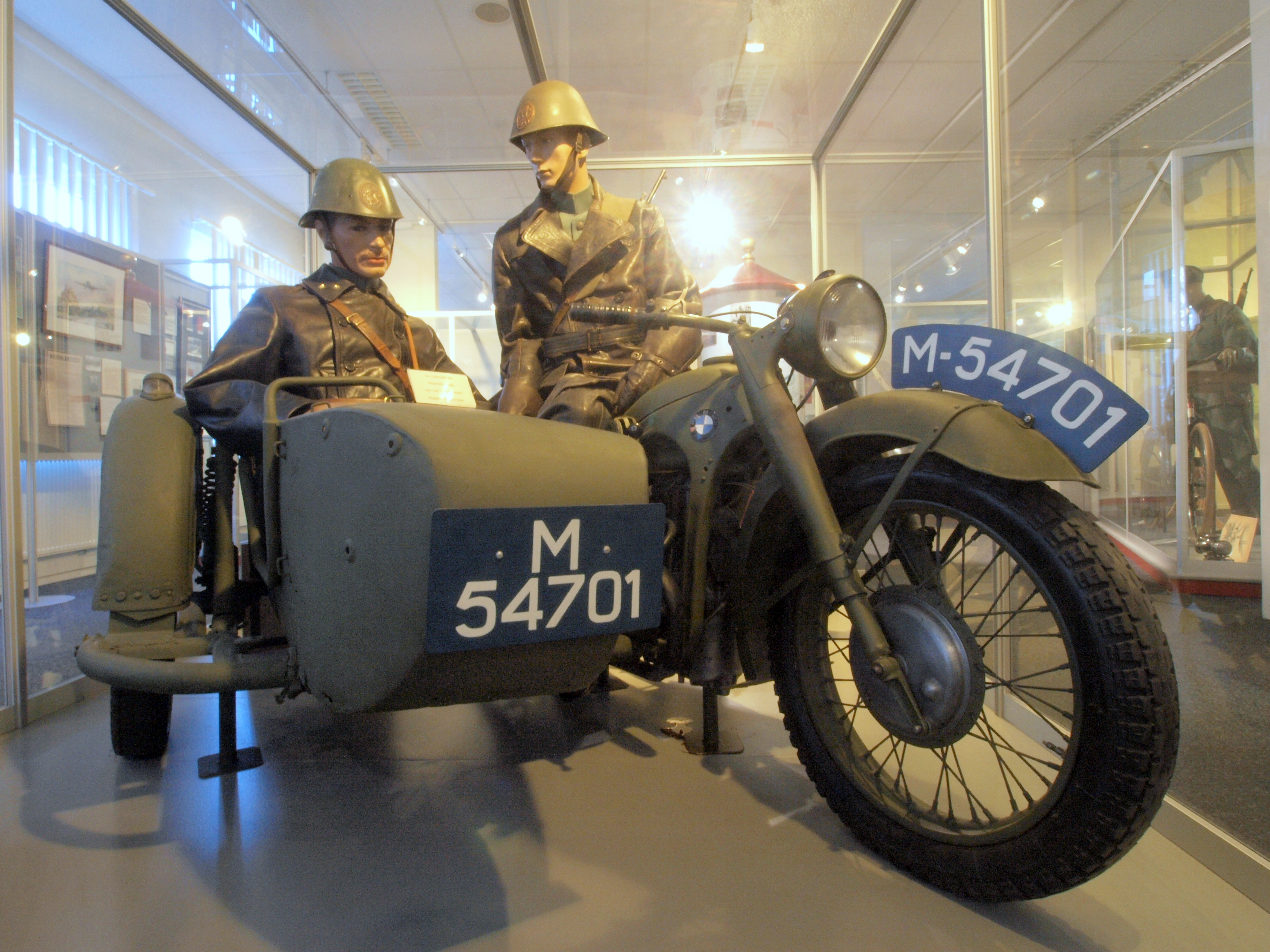
BMW R12 met zijspan
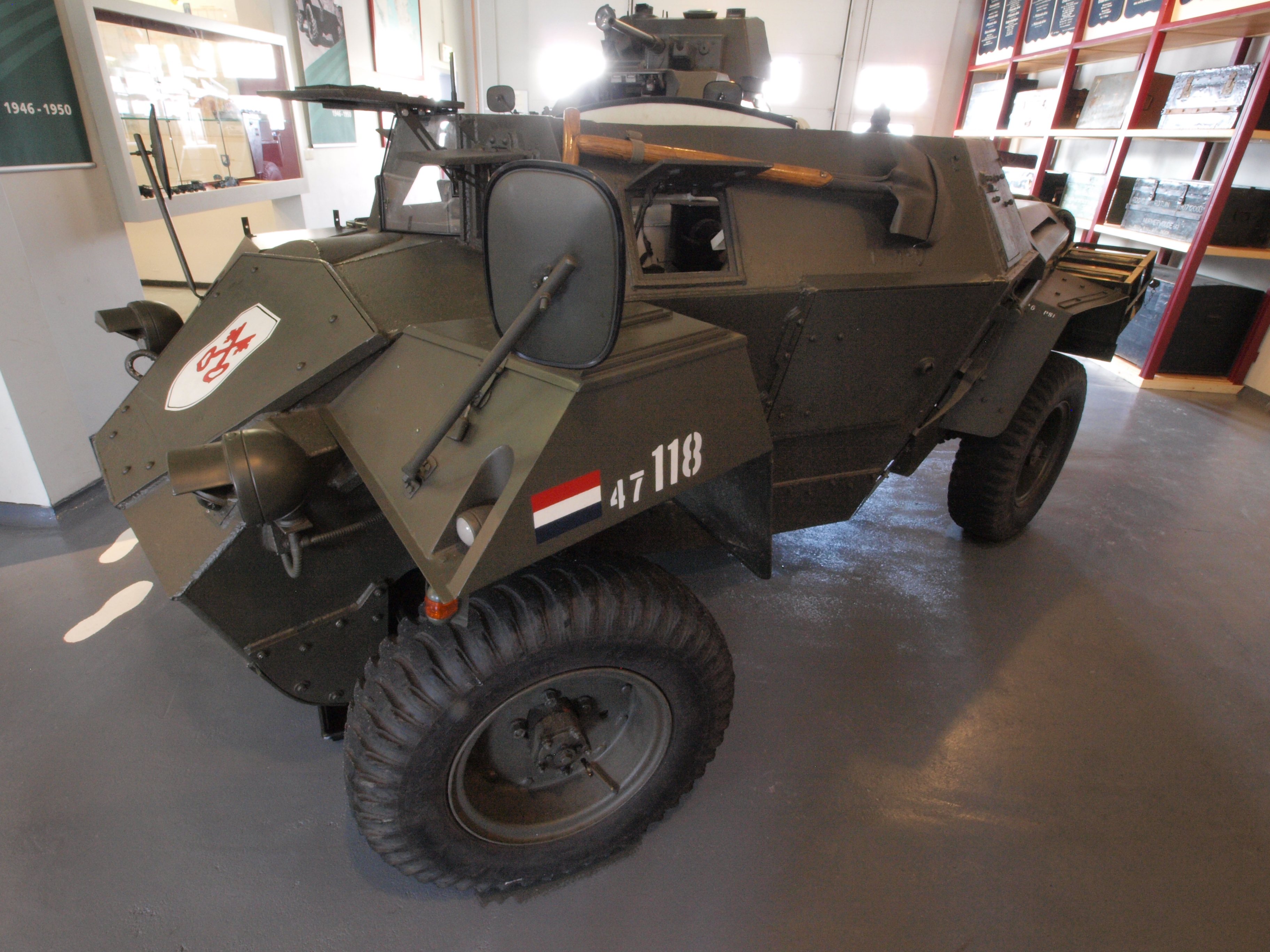
Humber Mark I
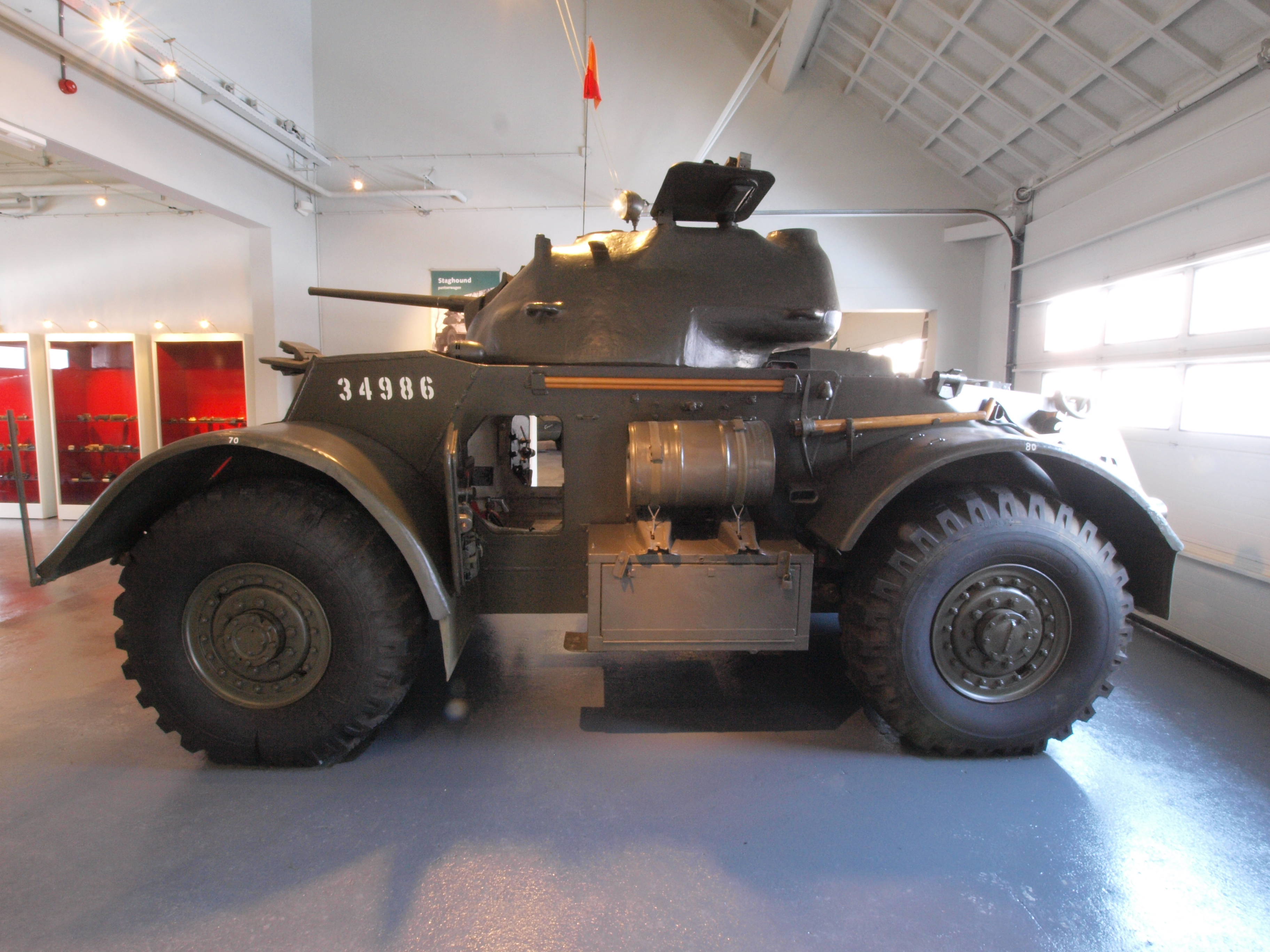
T17 Armored Car of Staghound
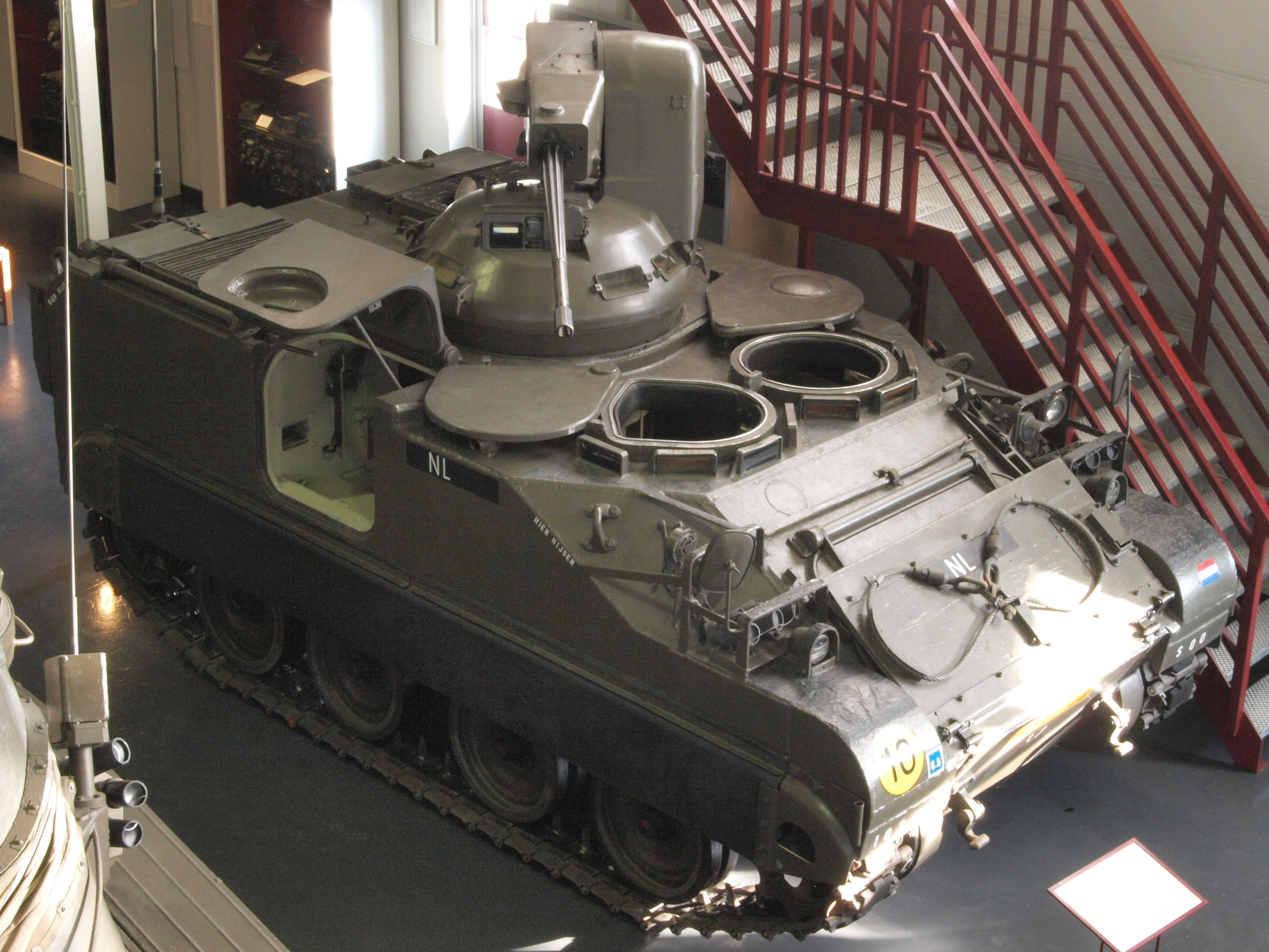
M113 C&R
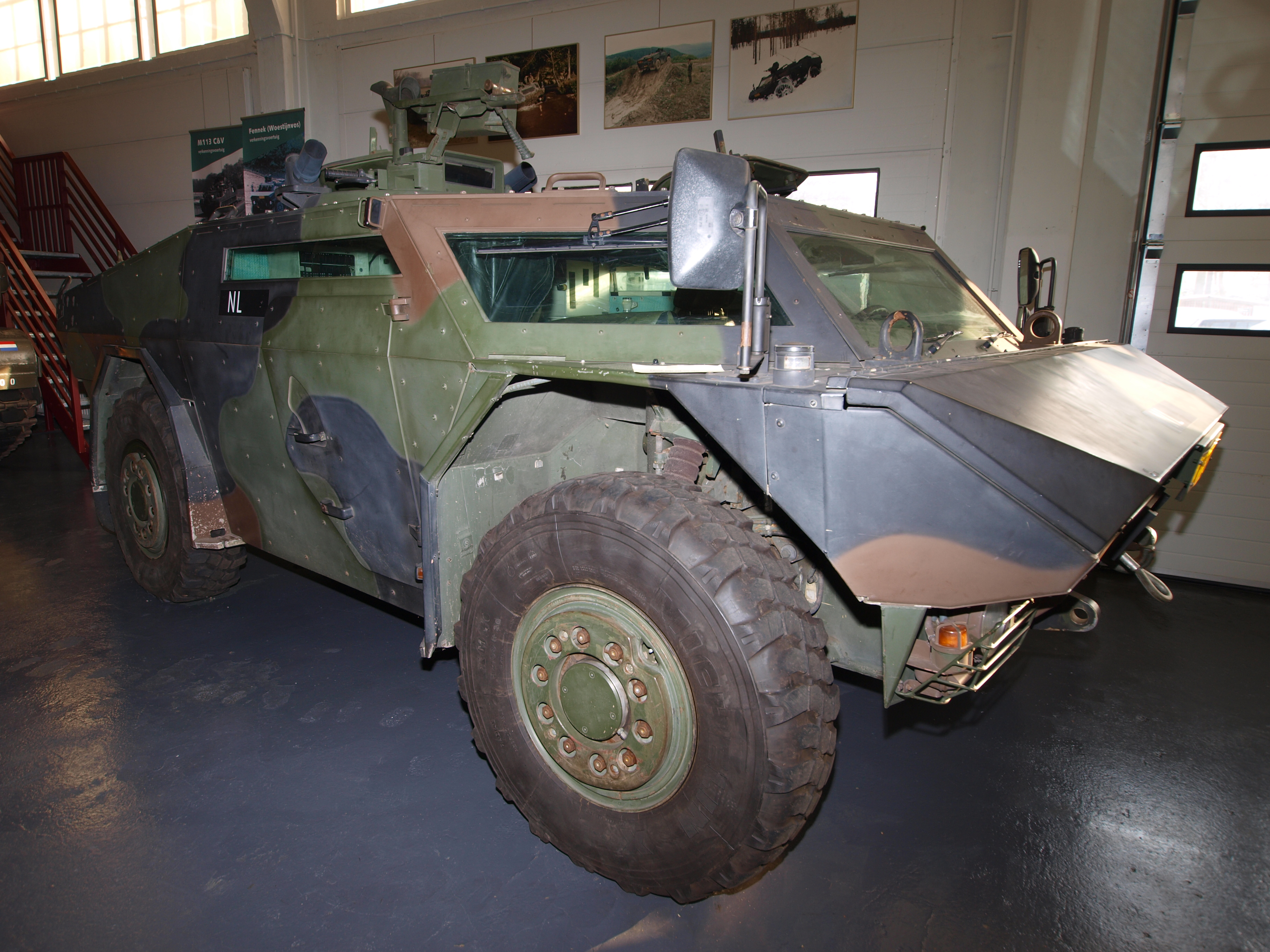
Fennek
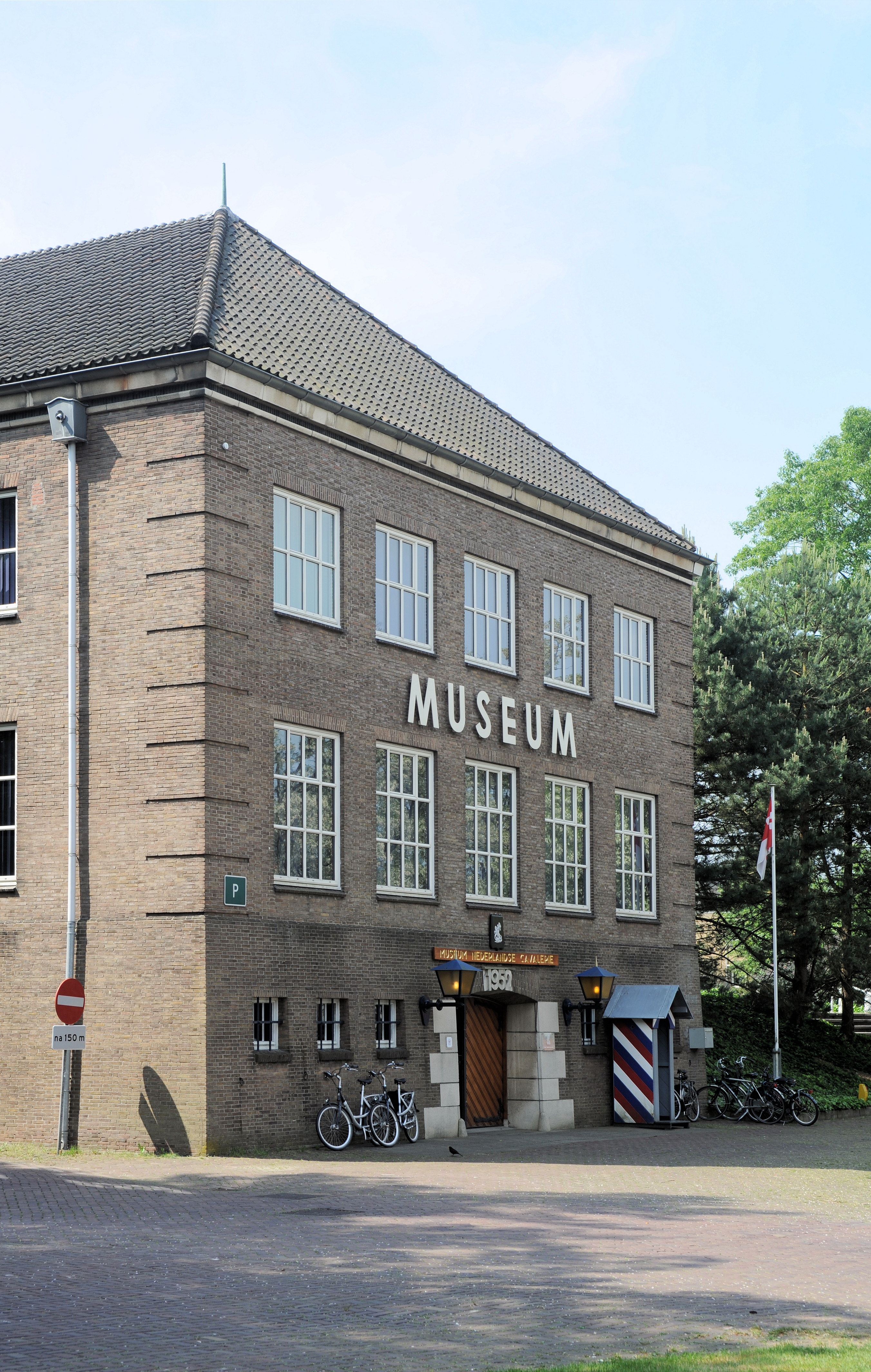
Hoofdgebouw cavaleriemuseum Amersfoort

## Cavaleriemusea wereldwijd
- Pantsermuseum Thun, Zwitserland
- Musée des Blindés, Frankrijk
- Bovington tankmuseum, Engeland